# Mechuka-Riesengleithörnchen
Das Mechuka-Riesengleithörnchen (Petaurista mechukaensis) ist ein Gleithörnchen aus der Gattung der Riesengleithörnchen (Petaurista). Es wurde 2009 von dem indischen Zoologen und Naturschützer Anwaruddin Choudhury aus dem Ort Mechuka im Distrikt West Siang im nordindischen Bundesstaat Arunachal Pradesh beschrieben und kommt wahrscheinlich auch nur in dieser Region vor.

## Merkmale
Das Mechuka-Riesengleithörnchen erreicht eine Kopf-Rumpf-Länge von 46 bis 53 Zentimetern sowie eine Schwanzlänge von 52 bis 77 Zentimetern. Die Art ist damit innerhalb der Gattung vergleichsweise groß. Wie alle Riesengleithörnchen hat es eine große und behaarte Flughaut, die Hand- und Fußgelenke miteinander verbindet und durch eine Hautfalte zwischen den Hinterbeinen und dem Schwanzansatz vergrößert wird. Die Flughaut ist muskulös und am Rand verstärkt, sie kann entsprechend angespannt und erschlafft werden, um die Richtung des Gleitflugs zu kontrollieren.
Die Tiere sind auf der Rückenseite dunkel kastanienbraun gefärbt. Die einzelnen Rückenhaare besitzen eine graue Basis und eine dunkelbraune bis schwarze Haarspitze. Auf der Seite der Armflughaut (Patagium) befinden sich ebenfalls kastanienbraune Flecken, die jedoch den Außenrand der Flughaut beginnend an den Händen aussparen und in die dunkleren Bereiche übergehen. Der Kopf hat die gleiche Farbe wie der Rücken und die Haare bilden auf der Kopfmitte einen Wirbel. Die Bauchseite mit dem ventralen Teil der Gleithaut sind orange bis sandfarben, die Kehle ist weißlich und an der Unterseite des Schwanzansatz ist die Fellfarbe gräulich-weiß. Der Schwanz ist dunkelbraun bis schwarz gefärbt, wobei der vordere Bereich häufig eher dunkelgrau ist. Die Füße sind schwarz.

## Verbreitung
Das Mechuka-Riesengleithörnchen ist nur aus dem Distrikt West Siang im nordindischen Bundesstaat Arunachal Pradesh bekannt. Ob die Tiere auch in den angrenzenden Gebieten Tibets vorkommen, ist unbekannt.

## Lebensweise
Über die spezifische Lebensweise des Mechuka-Riesengleithörnchens liegen nur sehr wenige Informationen vor. Der Lebensraum liegt im Bereich gemäßigter Laub- und Nadelwälder in Höhenlagen von 1800 bis 2000 Metern. Die Tiere ernähren sich wahrscheinlich wie andere Riesengleithörnchen vegetarisch, spezifische Angaben liegen jedoch nicht vor. Wie andere Riesengleithörnchen sind die Tiere nachtaktiv und streng baumlebend (arboreal).

## Systematik
Die wissenschaftliche Erstbeschreibung des Mechuka-Riesengleithörnchens stammt von dem indischen Zoologen und Naturschützer Anwaruddin Choudhury aus dem Jahr 2009. Wie einige weitere durch Choudhury neu beschriebene Arten wird es im Handbook of the Mammals of the World von 2016 und von der International Union for Conservation of Nature and Natural Resources als eigenständige Art behandelt.
Innerhalb der Art werden keine Unterarten unterschieden.

## Bestand, Gefährdung und Schutz
Das Mechuka-Riesengleithörnchen wird von der International Union for Conservation of Nature and Natural Resources (IUCN) aufgrund der nicht verfügbaren Kenntnisse zur Lebensweise als Data deficient gelistet und somit keiner Gefährdungskategorie zugeordnet. Der Status der Population der Art ist weitgehend unbekannt.

## Belege
1. 1 2 3 4 5 6 7  J.L. Koprowski, E.A. Goldstein, K.R. Bennett, C. Pereira Mendes: Mechuka Giant Flying Squirrel Petaurista mechukaensis. In: Don E. Wilson, T.E. Lacher, Jr., Russell A. Mittermeier (Hrsg.): Handbook of the Mammals of the World: Lagomorphs and Rodents 1. (HMW, Band 6) Lynx Edicions, Barcelona 2016, ISBN 978-84-941892-3-4, S. 772.
2. 1 2  Petaurista mechukaensis in der Roten Liste gefährdeter Arten der IUCN 2019. Eingestellt von: P. Engelbrektsson, R. Kennerley, 2013. Abgerufen am 3. November 2019.